# Barchów
Barchów – wieś w Polsce położona w województwie mazowieckim, w powiecie węgrowskim, w gminie Łochów. Ma status sołectwa. Leży nad rzeką Liwiec.
| SIMC    | Nazwa           | Rodzaj    |
| ------- | --------------- | --------- |
| 0678713 | Barchów-Zacisze | część wsi |

Prywatna wieś szlachecka Barchowo położona była w drugiej połowie XVI wieku w powiecie kamienieckim ziemi nurskiej województwa mazowieckiego. W latach 1975–1998 miejscowość administracyjnie należała do województwa siedleckiego.
We wsi znajdują się pozostałości dworu z pierwszej połowy XIX w. (dwór został spalony w 1997 r.). Ponadto nad samym Liwcem, tuż przy drodze nr 50 znajdują się pozostałości grodziska z X-XI w.

W Barchowie w 1882 r. urodził się Stanisław Więckowski - pułkownik lekarz Wojska Polskiego, polityk, działacz społeczny i niepodległościowy.
Józef Wasiłowski (1813-1878) – ojciec Marii Konopnickiej – adiunkt praw, pochodził z rodziny ziemiańskiej na Podlasiu (urodził się w majątku Barchów, pow. Łochów, parafia Kamionna).
Wierni kościoła rzymskokatolickiego należą do parafii św. Andrzeja Boboli w Budziskach lub do parafii Niepokalanego Serca Najświętszej Maryi Panny w Łochowie.